# Incendies de végétation en Australie

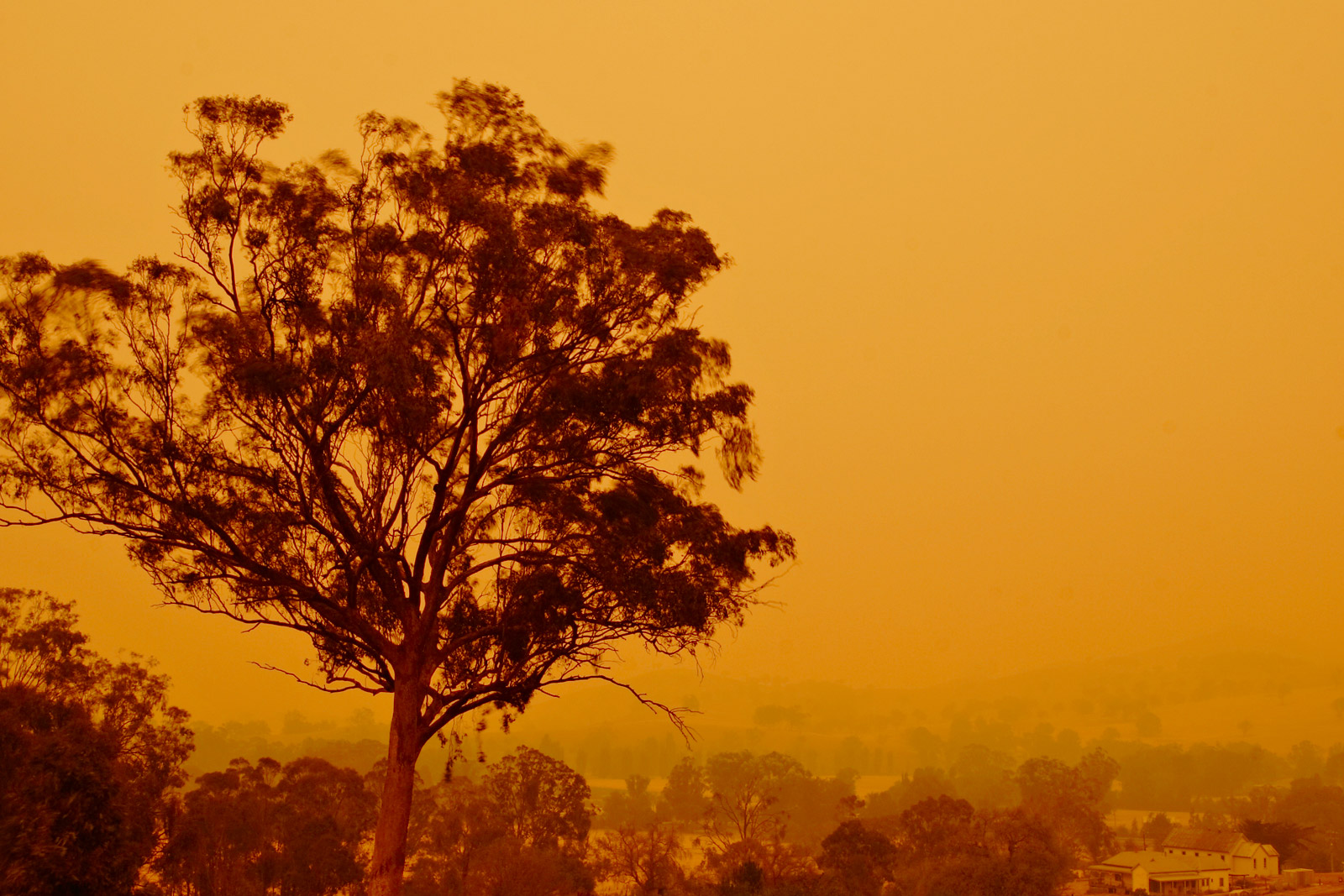
Vue de la ville de Swifts Creek lors des incendies de végétation australiens de 2006-2007.

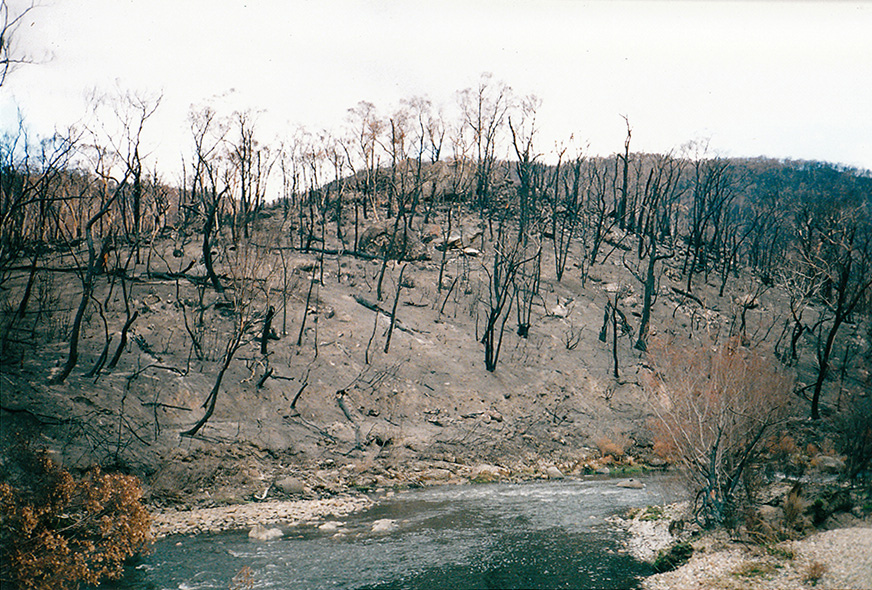
Abords de la Big River, après les de 2003.

Les incendies de végétation sont fréquents en Australie. Ces feux qui détruisent des forêts ou des zones de brousse constituent un fait inhérent au territoire ; ils sont issus de causes naturelles telles que la foudre ou la sécheresse ou résultent de l'activité humaine, le feu étant utilisé de façon ancestrale par les aborigènes depuis quelque 40 000 ans comme outil de gestion des terres appelé écobuage. Ces feux semblent désormais, intentionnellement ou non, déclenchés par l'homme et son activité. La saison des feux s'étend de juillet à octobre au nord du continent et de janvier à mars au sud.
En 2020, l’Australie n’a toujours pas de registre ni système national de surveillance des incendies adapté (c’est-à-dire offrant des informations précises en temps réel sur l’étendue et l’intensité des feux de brousse) ; les Agences et les gouvernantes des États et des territoires ont des méthodes différentes de suivi des impacts écologiques des feux, mais aussi de leur répartition des animaux, des causes des incendies et les types de végétation de manière disparate (pas de gestion à l’échelle du continent). Dans le passé, ceci semblait convenir, mais en 2019, après trois ans de sécheresses et de canicules (incluant 3 trois hivers anormalement secs), les Australiens ont vu se réaliser un scénario correspondant aux prévisions les plus pessimistes des climatologues, (et considérées comme clairement anthropique par un nombre croissant d’experts,), les feux de la saison 2019-2020 ont traversé plusieurs frontières d’États, avec des intensités et durées jusqu’alors inconnues des populations et des gestionnaires d’incendie.

## Facteurs prédominants
L'éclosion de foyers est favorisée quand il y a combinaison persistante d'une extrême sécheresse, d'une humidité inférieure à 10 % et de forts vents du nord-ouest ; tous trois sont monnaie courante en Australie. De plus il a été observé depuis l'époque aborigène, que trois espèces de rapaces australiens, le milan noir, le milan siffleur et le faucon bérigora, adoptent un comportement pyromane en emportant des brindilles enflammées pour diffuser le feu dans les zones encore intactes,, et d'attirer leurs proies.
La plupart de ces foyers sont rapidement maîtrisés ; seule une faible proportion se transforme en méga-incendie d'ampleur nationale. Ces méga-incendies sont hors de contrôle et ne s'arrêtent qu'à la faveur du changement de saison ou par manque de combustible. Le phénomène est tel que le terme « saison des feux » est communément utilisé sur le continent.

## Méga-feux

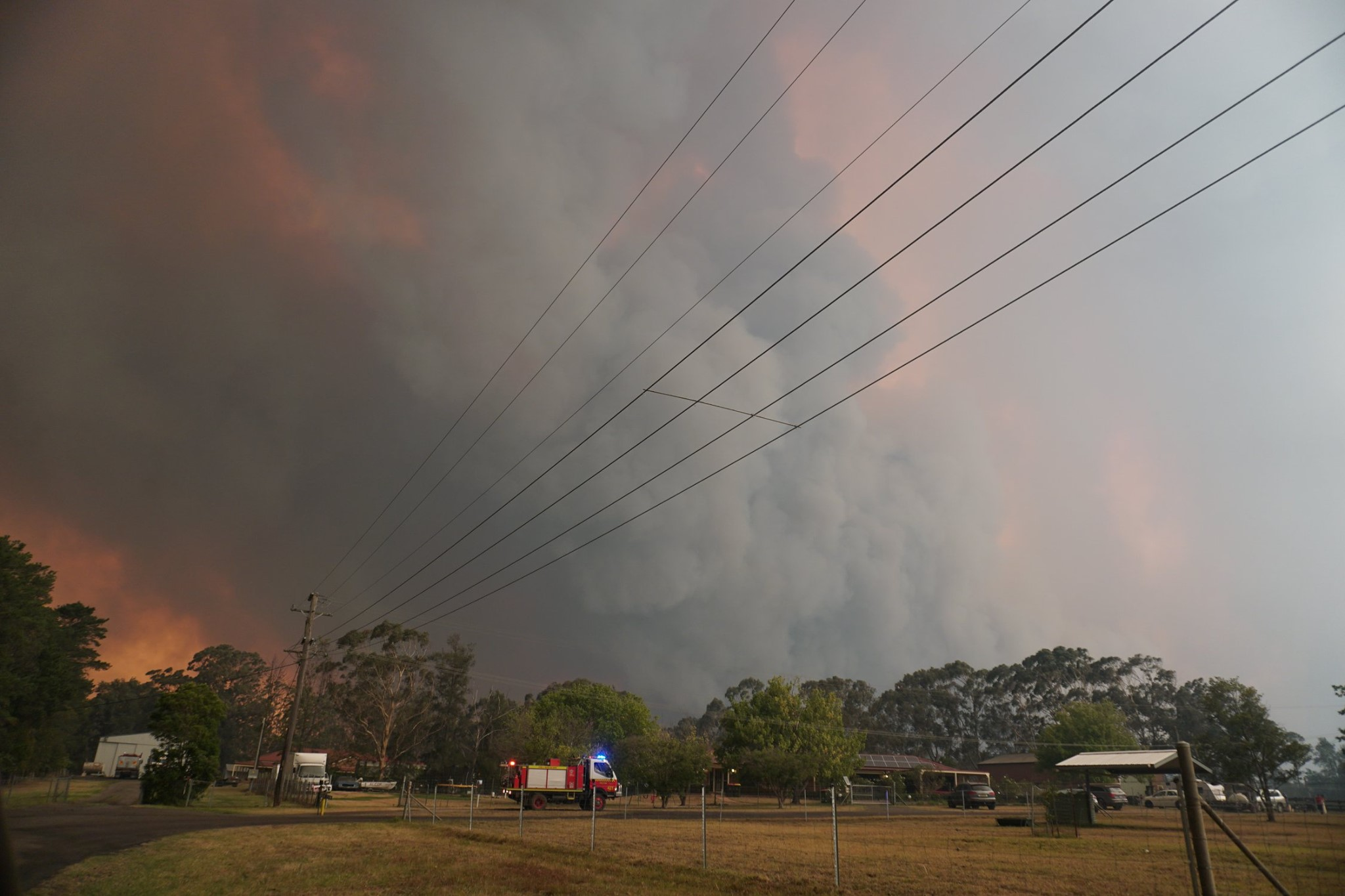
Photographie prise en 2019, au sud ouest de Sydney.

Ils sont définis par leurs impacts sociaux, économiques et environnementaux, et touchent particulièrement l'Australie en raison notamment de ses climats chauds et secs.
Les grands incendies de brousse sont régulièrement responsables de pertes humaines, faunistiques, floristiques et économiques.
Par convention ces feux meurtriers sont ainsi nommés d'après le jour de la semaine où ils ont débuté, comme l'incendies du Mercredi des Cendres de 1983 ou les feux de végétation du Samedi noir. Certains d'entre eux se produisent lors de sécheresses ou de canicules, comme celui de 2009 (en), qui a fortement contribué à la force du feu du Samedi noir. Au cours des dernières décennies, les principaux incendies de végétation ont été les incendies du Mercredi des Cendres de 1983, l'incendie du Samedi noir (2009), les incendies de végétation dans les Alpes victoriennes (en) (2003), les incendies de végétation de décembre 2006 et les feux de brousse de 2019-2020.

## Impacts environnementaux et sociétaux
Lors des méga-feux, ce sont des centaines d'hectares de parcs nationaux ou de plantations dirigées qui s'envolent en fumée en quelques heures seulement, réduisant à néant le biotope et entraînant par conséquent un appauvrissement de la biodiversité animale et végétale.
La faune forestière subit une forte mortalité et celle qui survit perd son territoire, son habitat et tout l'écosystème qui régissait sa présence. Une partie de cet écosystème s'est adaptée au régime spécifique des feux, telle des coléoptères d'Australie qui y survivent très bien. La flore peut également, à l'image de la flore de type méditerranéenne, se servir de l'incendie pour recoloniser l'espace brûlé. L'acacia s'est ainsi adapté et se sert de la chaleur fournie pour faire germer sa graine.Mais leur extension sera limitée par l'apparition d'espèces invasives. De plus la disparition de la micro faune est désastreuse pour l'avenir de ces végétaux. Dans les forêts qui jouxtent les espaces brûlés, la forte température et les fumées causent des problèmes de photosynthèse et de toxicité pour les animaux. La disparition de l'eau est un autre facteur désastreux qui peut faire mourir des millions d'animaux. Mais la pire des conséquences est la réaction en chaîne qui s'installe lorsque les arbres détruits par le feu s'effondrent. En effet, cette chute ouvre certaines parties de la forêt aux rayons brûlants du soleil qui assèchent la végétation et provoquent une accumulation trop importante de combustibles ce qui, par la suite, provoque un fort risque d'incendie. De plus, l'énorme quantité de dioxyde de carbone dégagée lors de la combustion participe encore un peu plus au réchauffement climatique.
Les feux ont des conséquences multiples sur la société. L'immensité du territoire australien permet à de nombreux feux d'avoir un caractère peu létal pour l'homme. Le feu a davantage de conséquences sanitaires, écologiques, psychologiques, matérielles et économiques. Outre les indemnités gouvernementales et le coût assuranciel, les feux affectent la filière bois-papier/cellulose. Les plantations (d'eucalyptus, surtout) subissent les mêmes dommages qu'en Méditerranée à ceci près que les espèces cultivées en Australie ne sont pas adaptées au feu.

## Prévention et politique de lutte contre l'incendie
L'Australie a mis en place des programmes de gestion des feux en quatre phases :
1. Aménagement des terres par brûlage dirigé et installation de coupe-feux
2. Gestion des bâtiments par l'adaptation des stratégies urbaines
3. Sensibilisation de la communauté par l'édition de brochures informatives
4. Avertissement de danger du feu par la création d'un système d'évaluation du danger et des risques[1].

A des fins de coordination interservices, le gouvernement a mis en place des bureaux d'étude et d'archivage de ces méga-feux afin d'en tirer le plus de leçons possible et améliorer les méthodes d'intervention. L'étude de ces feux a un caractère internationale par le biais d'organismes tels que la FAO, le PNUE, l'OMS ou encore l'OMM.

## Principaux incendies de végétation en Australie
Depuis 1851, les incendies de végétation en Australie ont fait environ 800 morts et des dégâts estimés à 1,6 milliard de dollars australiens. En termes de coûts, ils arrivent en cinquième position après les sécheresses, les tempêtes, la grêle et les cyclones tropicaux.
Au vu de l’analyse des 19 années données satellitaires (disponible début aout 2020) : les «feux extrêmes» de 2019-2020 ont, en termes de surface concernées, touchés 24% moins de surface de terrain que selon les premières évaluations faites par l’Etat central australien (Cf. Tâches imbrûlées dans les périmètres d’incendies), mais néanmoins, pour le biome tempéré des eucalyptus « rien de semblable n'a été observé depuis au moins le milieu du XIXe siècle », éclipsant même pour le sud de l'Australie et la Tasmanie « les pires scénarios conçus pour préparer les agences et les communautés » selon David Bowman & al. 

## Barème et avertissements sur les risques d’incendie
En 2009, un standard d'évaluation des dangers d'incendie : Fire Danger Rating (FDR) a été adopté par tous les États australiens. Pendant la saison des incendies le Bureau of Meteorology (BOM) fournit des prévisions météorologiques pour les risques d'incendies et en considérant les conditions à venir, notamment la température, l'humidité relative, la vitesse du vent et la sécheresse de la végétation, et les autorités déterminent les dangers relatifs au feu en donnant une note quotidienne appropriée, qui fait office de barème. Cette note se trouve à l'entrée des parcs nationaux et sur les routes.
| Catégorie                     | Index danger feu             |
| ----------------------------- | ---------------------------- |
| Catastrophique / Alerte rouge | Forêt 100+ Brousse 150+      |
| Extrême                       | Forêt 75–100 Brousse 100–150 |
| Sévère                        | Forêt 50–75 Brousse 50–100   |
| Très haut                     | 25–50                        |
| Haut                          | 12–25                        |
| Bas à modéré                  | 0–12                         |

## Liste des incendies de végétation majeurs
| Feu                                                           | Lieu                                   | Superficie brûlée (1 ha ≈ 2,5 acres) | Date                                                        | Morts          | Propriétés endommagées |
| ------------------------------------------------------------- | -------------------------------------- | ------------------------------------ | ----------------------------------------------------------- | -------------- | --- |
| Jeudi noir (en)                                               | Victoria                               | ≈ 5 millions d'hectares (ha)         | 6 février 1851                                              | ~12            | environ 1 million de moutons et des milliers de têtes de bétail,.                                                                                                |
| Mardi rouge (en)                                              | Victoria                               | 260 000 ha                           | 1er février 1898                                            | 12             | 2 000 édifices. |
| Incendies de végétation de 1926 (en)                          | Victoria                               |                                      | janvier - mars 1926                                         | 60             | 1 000,. |
| Vendredi noir (en)                                            | Victoria                               | 2 millions ha                        | décembre 1938 – janvier 1939, avec un maximum le 13 janvier | 71             | 3 700 |
| Incendies de végétation de 1944 (en)                          | Victoria                               | ~1 million ha                        | 14 janvier au 14 février 1944                               | 15–20          | environ 500 maisons. |
| Incendies de végétation de 1951-1952                          | Victoria                               |                                      | Été 1951–1952                                               | au moins 10    | |
| Dimanche noir (en)                                            | Australie-Méridionale                  |                                      | 2 janvier 1955                                              | 2              | |
| Incendies de végétation de 1961 en Australie-Occidentale (en) | Australie-Occidentale                  | 1 800 000 ha                         | janvier-mars 1961                                           | 0              | 160 maisons. |
| Incendies de végétation de 1962                               | Victoria                               |                                      | 14–16 janvier 1962                                          | 32             | 450 maisons. |
| Incendie de végétation de Chatsbury (en)                      | Nouvelle-Galles du Sud                 |                                      | 5–14 mars 1965                                              | 3              | 59 maisons. |
| Feux de Tasmanie de 1967 (en)                                 | Tasmanie                               | ~264 000 ha                          | 7 février 1967                                              | 62             | 1 293 maisons. |
| Incendies de forêt des Monts Dandenong                        | Victoria                               | 1 920 ha                             | 19 février 1968                                             |                | 53 maisons et 10 autres bâtiments. |
| Incendie de végétation de 1969                                | Victoria                               |                                      | 8 janvier 1969                                              | 23             | 230 maisons. |
| Feux de brousse de 1974-1975                                  | Australie                              | 117 000 000 ha                       | été 1974-1975                                               | 3              | , |
| Incendies de végétation des districts ouest                   | Victoria                               | 103 000 ha                           | 12 février 1977                                             | 4              | 116 maisons et 340 bâtiments. |
| Incendies de végétation d'Australie-Occidentale de 1978       | Australie-Occidentale                  | 114 000 ha                           | 4 avril 1978                                                | 2              | 6 bâtiments. |
| Incendie de végétation de Sydney de 1979                      | Sydney et environs                     |                                      | décembre 1979                                               | 5              | 28 maisons détruites et 20 endommagées. |
| Incendie de végétation de 1980 à Waterfall                    | Waterfall (en), Nouvelle-Galles du Sud | >1 million ha                        | 3 novembre 1980                                             | 5 pompiers     | 14 maisons. |
| Incendies du Mercredi des Cendres de 1983                     | Australie-Méridionale et Victoria      | 418 000 ha                           | 16 février 1983                                             | 75             | environ 2 400 maisons. |
| Incendie de végétation du Central Victoria                    | Victoria                               | 50 800 ha                            | 14 janvier 1985                                             | 3              | plus de 180 maisons. |
| Feux de 1994 de la côte Est (en)                              | Nouvelle-Galles du Sud                 | ≈400 000 ha                          | 27 décembre 1993 – 16 janvier 1994                          | 4              | 225 maisons. |
| Incendie de végétation de Wooroloo                            | Australie-Occidentale                  | 10 500 ha                            | 8 janvier 1997                                              | 0              | 16 maisons, centre pénitentiaire. |
| Incendie de forêt de Dandenongs                               | Victoria                               | 400                                  | 21 janvier 1997                                             | 3              | 41 maisons. |
| Incendie de végétation de Lithgow                             | Nouvelle-Galles du Sud                 |                                      | 2 décembre 1997                                             | 2              | |
| Feux de forêt de Perth et de la région du Sud-Ouest           | Australie-Occidentale                  | 23 000 ha                            | 2 décembre 1997                                             | 2 (21 blessés) | 1 maison. |
| Feux de végétation de Linton (en)                             | Victoria                               |                                      | 2 décembre 1998                                             | 5              | |
| Noël noir (en)                                                | Nouvelle-Galles du Sud                 | 300 000 ha                           | 25 décembre 2001                                            | 0              | 121 maisons. |
| Feux de végétation de 2003 à Canberra (en)                    | Canberra                               | 160 000 ha                           | 18–22 janvier 2003                                          | 4              | presque 500 maisons. |
| Incendies alpins de végétation de l'Est du Victoria (en)      | Victoria                               | plus de 1,3 million ha               | 8 janvier – 8 mars 2003                                     | 3              | 41 maisons. |
| Incendie de Tenterden                                         | Australie-Occidentale                  | 20 000 ha                            | décembre 2003                                               | 2              | Cultures, propriétés et bétail. |
| Feux de végétation de la péninsule Eyre (en)                  | Australie-Méridionale                  | 145 000 ha                           | 10–12 janvier 2005                                          | 9              | 93 maisons |
| Incendies de végétation de 2006 sur la côte centrale          | Central Coast, Nouvelle-Galles du Sud  |                                      | Jour de l'an 2006                                           |                | |
| Jail Break Inn fire (en)                                      | Junee, Nouvelle-Galles du Sud          | 30 000 ha                            | Jour de l'an 2006                                           | 0              | environ 20 000 têtes de bétail, 7 maisons, 7 moissonneuse-batteuses et quatre cabanons. Environ 1 500 km de clôtures endommagées.                                |
| Incendies de végétation de 2005 à Victoria                    | Victoria                               | 160 000 ha                           | décembre 2005 – janvier 2006                                | 4              | 57 maisons, 359 bâtiments agricoles. |
| Incendies de végétation du mont Lubra (en)                    | Victoria                               | 184 000                              | janvier 2006                                                | 2              | |
| Incendie de végétation de Pulletop (en)                       | Wagga Wagga, Nouvelle-Galles du Sud    | 9 000                                | 6 février 2006                                              | 0              | 2 500 moutons et 6 têtes de bétail, 3 véhicules, 2 bâtiments, environ 50 km de clôtures.                                                                         |
| Incendie de la Great Divides                                  | Victoria                               | 1 048 000 ha                         | 1er décembre 2006 – mars 2007                               | 1              | 51 maisons |
| Incendies de végétation australiens de 2006-2007              |                                        |                                      | septembre 2006 – janvier 2007                               |                | |
| Feu de forêt de Dwellingup                                    | Australie-Occidentale                  | 12 000 ha                            | 4 février 2007                                              | 0              | 16 |
| Incendie de végétation de Kangaroo Island (en)                | Australie-Méridionale                  | 95 000 ha                            | 6 au 14 décembre 2007                                       | 1              | |
| Parc national Boorabbin (en)                                  | Australie-Occidentale                  | 40 000 ha                            | 30 décembre 2007                                            | 3              | Lignes à haute tension, fermeture de la Great Eastern Highway pendant 2 semaines.                                                                                |
| Incendies de végétation du Victoria de 2009                   | Victoria                               | plus de 450 000 ha                   | 7 février 2009 – 14 mars 2009                               | 173            | plus de 2 029 maisons et 2 000 autres structures. |
| Incendie de végétation de Toodyay                             | Australie-Occidentale                  | plus de 3 000 ha                     | 29 décembre 2009                                            | 0              | 38 |
| Incendie de végétation du Lake Clifton                        | Australie-Occidentale                  | plus de 2 000 ha                     | 11 janvier 2011                                             | 0              | 10 maisons. |
| Feu de forêt de Roleystone Kelmscott                          | Australie-Occidentale                  | plus de 1 500 ha                     | 6 au 8 février 2011                                         | 0              | 72 maisons détruites, 32 endommagées. Effondrement du pont de Buckingham sur la Brookton Highway (en).                                                           |
| Feu de broussailles et forêts de Margaret River               | Australie-Occidentale                  | 4 000 ha                             | 24 novembre 2011                                            | 0              | 34 maisons détruites, comprenant la Wallcliffe House (en). |
| Feux de savanne de Carnarvon                                  | Australie-Occidentale                  | plus de 800 000 ha                   | 27 décembre 2011 - 3 février 2012                           | 0              | 11 baux pastoraux (clôtures, irrigation, points d'eau, fourrage).                                                                                                |
| Incendies de végétation de Tasmanie en 2013 (en)              | Tasmanie                               | plus de 20 000 ha                    | 4 janvier 2013                                              | 1              | Au moins 170 bâtiments. |
| Incendie de végétation de Warrumbungle                        | Nouvelle-Galles du Sud                 | 54 000 ha                            | 18 janvier 2013                                             | 0              | Au moins 53 maisons, 118 hangars, du bétail et de la machinerie agricole.                                                                                        |
| Feux de brousse de 2013 en Nouvelle-Galles du Sud             | Nouvelle-Galles du Sud                 | plus de 100 000 ha                   | 17 octobre 2013 - 28 octobre 2013                           | 1 (infarctus)  | au moins 248 édifices, 109 endommagés à Springwood, Winmalee et Yellow Rock (Nouvelle-Galles du Sud, Blue Mountains) (en),.                                      |
| Incendie de végétation de Sampson Flat (en)                   | Australie-Méridionale                  | 20 000 ha                            | 2 janvier - 9 janvier 2015                                  | 0              | 27 maisons, 140 dépendances |
| Feu de forêt de O'Sullivan de 2015 à Northcliffe              | Australie-Occidentale                  | 98 923 ha                            | 29 janvier 2015 - fin février 2015                          | 0              | 2 habitations, 5 abris agricoles et des milliers d'hectares de forêt de production (karri et jarrah) ou de parcs nationaux.                                      |
| Feu de forêt de Lower Hotham de 2015 à Boddington             | Australie-Occidentale                  | 52 373 ha                            | janvier 2015                                                | 0              | 1 habitation, 1 hangar agricole, 1 pont et des milliers d'hectares de forêt de production (jarrah) ou de parcs nationaux                                         |
| Feux de broussailles de 2015 à Esperance                      | Australie-Occidentale                  | Plus de 200 000 ha                   | Octobre - novembre 2015                                     | 4              | Une dizaine d'habitations et de bâtiments communaux (Scaddan), 15 000 têtes de bétail, 5 réserves naturelles et une grande partie du parc national de Cap Aride. |
| Perth Hills bushfire complex - Solus Group                    | Australie-Occidentale                  | 10 016 ha                            | 15 au 24 novembre 2015                                      | 0              | Forêt de production de jarrah et parc naturel. |
| Incendie de la Pinède (en)                                    | Australie-Méridionale                  | Plus de 85 000 ha                    | 25 novembre - 2 décembre 2015                               | 2              | 470+ bâtiments |
| Feu de forêt de Murray Road de 2016 à Waroona et Harvey       | Australie-Occidentale                  | 69 165 ha                            | Janvier 2016                                                | 2              | 181 habitations et des milliers d'hectares de réserve (Lane Poole) et de forêt de production (jarrah).                                                           |
| Feux de brousse de 2019-2020                                  | Australie Nouvelle-Galles du Sud       | 20 000 000 ha                        | Août 2019 - Janvier 2020                                    | 33             | 2 500 bâtiments ont été touchés, dont 1 300 habitations, et plus d'un milliard d'animaux ont péri.                                                               |